# Republic P-43 Lancer
Republic P-43 Lancer byl jednomotorový stíhací letoun z období druhé světové války. Vyvinula jej americká společnost Republic Aviation Company pro Armádní letecký sbor Spojených států amerických. Letoun se vyznačoval zejména dobrými výkony ve velkých výškách. Představoval vývojový mezistupeň od předválečného stíhacího letounu Seversky P-35 k velkosériově vyráběnému typu Republic P-47 Thunderbolt. Zároveň byl prvním sériově stavěným letounem společnosti Republic. Za druhé světové války se letoun dočkal omezeného nasazení ze strany letectev USA, Austrálie a Čínské republiky.

## Obecné informace

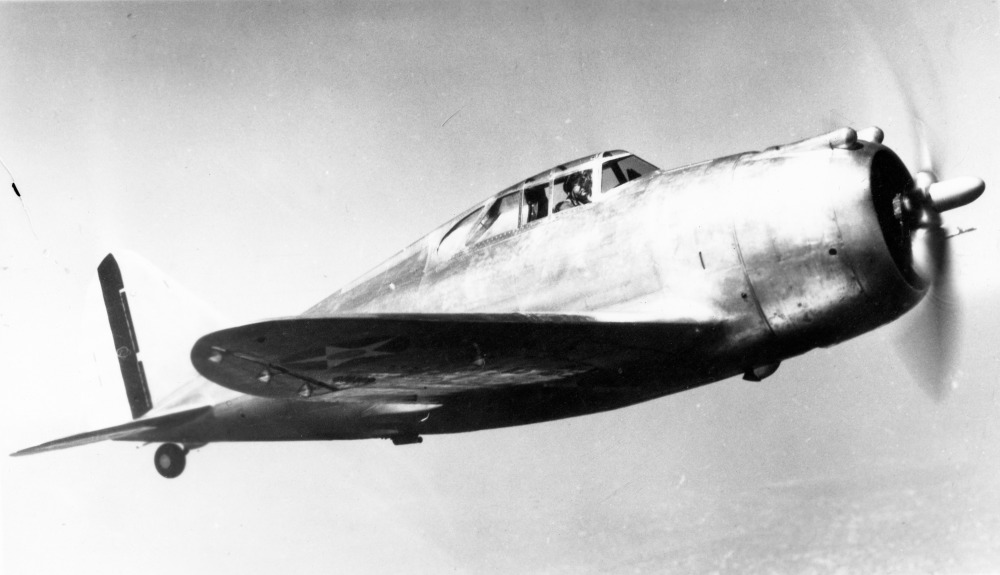
YF-43 Lancer

Na konci 30. let společnost Seversky pracovala na dvou prototypech letounů, které se měly stát modernějšími nástupci zastarávajícího typu Seversky P-35. Méně upravený Seversky XP-41 měl turbodmychadlem přeplňovaný motor a podvozek zatahovaný do křídla. Americké armádní letectvo upřednostnilo pokročilejší prototyp EP-4, od kterého byla v březnu 1939 objednána ověřovací série 13 kusů. Přiděleno jim bylo označení YP-43. Ten měl oproti P-35 především přepracovanou střední část křídla, nový podvozek a výkonnější motor. Ověřovací série YP-43 byla letectvu dodána od září 1940 do dubna 1941. V té době však již byly pro bojové nasazení málo výkonné a obratné. Dobré byly pouze výkony ve vysokých výškách, ale celkově byl letoun považován za horší, než Bf 109E či Spitfire. Konstrukce vycházející z letounu P-35 dosahovala svých limitů, takže se letectvo přeorientovalo na perspektivnější Republic P-47 Thunderbolt, jehož vývoj ale ještě nebyl ukončen. Proto byla zrušena objednávka na výkonný stíhací letoun AP-4J(P-44 Rocket), což byl P-43 poháněný motorem Pratt & Whitney R-2180-A Twin Hornet. V září 1939 požadovaných 80 kusů bylo později navýšeno až na 827 kusů, nakonec však od této verze nebyl postaven ani jeden stroj.
Kvůli zdržení vývoje P-47 však nakonec bylo objednáno několik sérií P-43, čímž byl zachován provoz továrny. Nejprve bylo objednáno 54 letounů P-43 s motorem R-1830-35 a 80 letounů P-43A, které měly motory R-1830-49 se zvýšenou výškovostí. Poslední objednávka z června 1941 zahrnovala 125 kusů P-43A-1 s motory R-1830-57 a zesílenou výzbrojí. Velká část letadel Lancer byla roku 1942 přestavěna na fotoprůzkumné verze RP-43,RP-43A a RP-43A-1. Instalací nových kamer do části letounů ještě vznikly verze P-43B, P-43C a P-43D.

## Konstrukce
Jednalo se o robustní jednomotorový jednomístný celokovový jednoplošník se zatahovacím záďovým podvozkem. Poháněl jej dvouhvězdicový motor Pratt & Whitney R-1830-35 Twin Wasp o výkonu 1200 hp (895 kW), doplněný za kabinou umístěným turbodmychadlem. Vyzbrojen byl dvěma 12,7mm kulomety umístěnými nad motorem a dalšími dvěma 7,7mm kulomety v křídle. Závěrečná verze P-43A-1 nesla výzbroj čtyř 12,7mm kulometů. Pod křídlem měla dva závěsníky, na které šlo umístit přídavnou nádrž o objemu 190 l, jednu 90kg pumu, nebo šest 9 kg pum.

## Operační služba

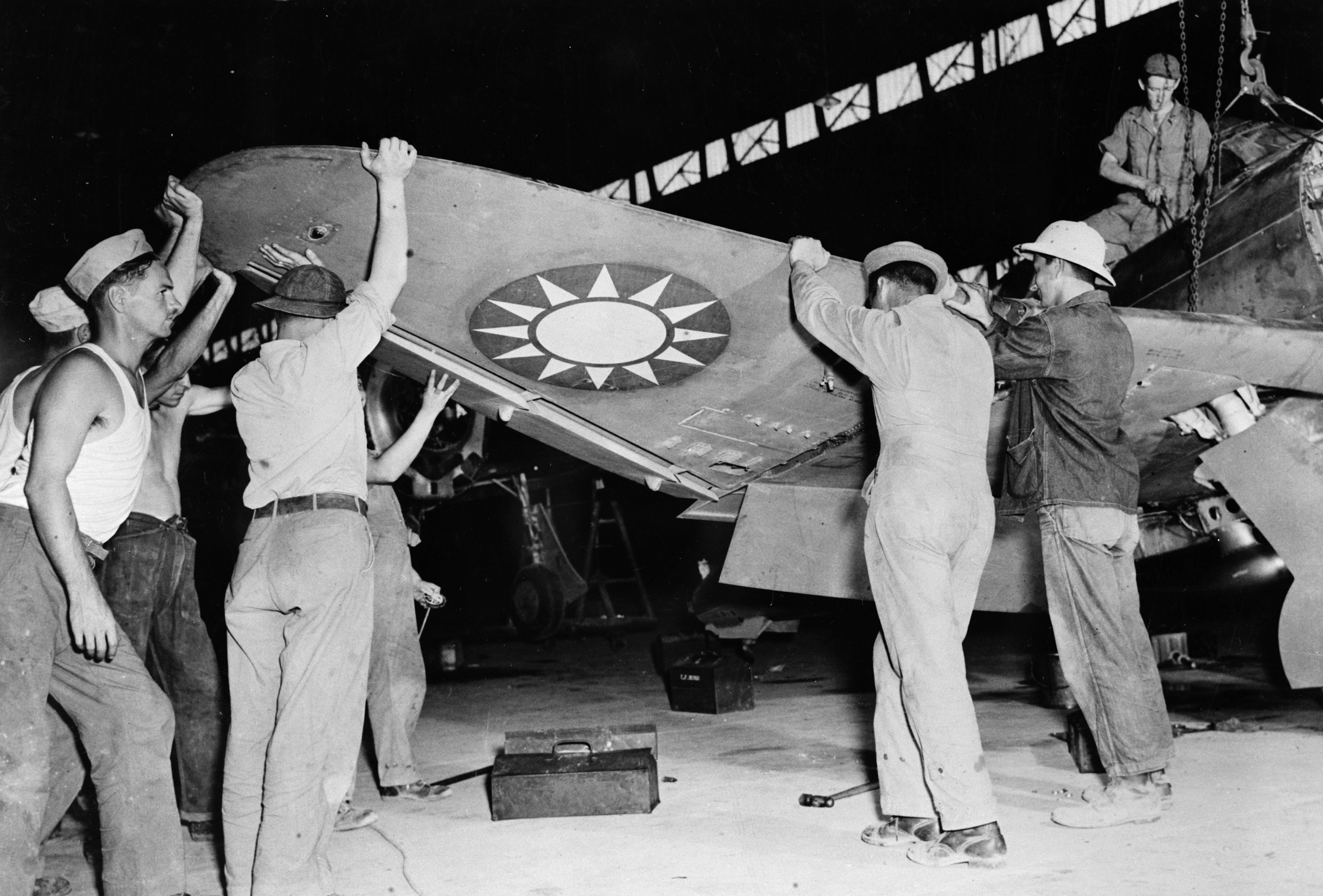
Detail křídla čínského P-43

### Čína
V červnu 1941 bylo objednáno 125 letounů P-43A-1 pro letectvo Čínské republiky. To už řadu let svádělo boje s Japonskem. Kontrakt byl financován na základě amerického zákona o půjčce a pronájmu. Mezitím navíc Japonsko napadlo USA a válka se rozšířila i do dalších oblastí regionu. Letouny byly přepravovány po moři do Karáčí, odkud po sestavení přelétávaly do Číny. Do 1. dubna 1942 bylo do Karáčí dodáno 60 letounů P-43A-1 a zbývajících 78 do něj bylo teprve přepravováno. V dubnu 1942 rovněž začalo přelétávání letounů, při kterém jich část byla zničena. Američané pomáhaly s přeškolováním a provozem nových letounů, na kterém se podíleli i piloti z dobrovolnické jednotky Létající tygři (AVG). Robert Lee Scott Jr. z AVG dokonce kromě operačních letů s P-43A-1 dokonce pořídil letecké záběry hory Mount Everest. Nasazení letounů však provázely problémy (např. s prosakováním palivových nádrží), takže převážil názor amerického generála Claytona Bissella, že P-43 nejsou pro čínské letectvo zcela vhodné a jejich motory lze navíc využít pro zprovoznění dalších transportních letounů zajišťujících důležité válečné dodávky pro Čínu. Dle čínských pramenů tak bylo v roce 1942 dodáno celkem 41 Lancerů. Časopis Letectví a kosmonautika hovoří o celkem 108 letounech P-43A-1 odeslaných do Číny.
Čínské P-43A-1 operovaly z Kchun-mingu. Provozovaly je jak čínské útvary, tak Létající tygři, jejichž jednotka se stala jádrem vojenského útvaru China Air Task Force (CATF), od března 1943 přetransformovaného na 14. leteckou armádu. Zejména prováděly stíhání, útoky na pozemní cíle, doprovodu bombardérů a průzkumu. Bylo jich však málo, takže obvykle společně letělo jen několik letounů, přičemž spolupracovaly s dalšími typy. Ještě v únoru 1943 americký zástupce zaznamenal 18 provozuschopných čínských letounů P-43A-1. V létě 1943 byly 14. leteckou armádou provozované letouny P-43A-1 nahrazeny nově dodanými letouny P-40K, P-40M a P-38 Lightning. Američané s nimi poslední operační lety provedly v červenci 1943. V prosinci 1943 je z první linie vyřadilo samo čínské letectvo. V květnu 1944 Čína evidovala 20 provozuschopných letounů P-43A-1 a o rok později dokonce 28 kusů. V srpnu 1945 již letectvo tento typ neprovozovalo. Vzhledem ke svým nízkým počtům čínské Lancery hrály na tomto válčišti jen okrajovou roli. Díky svému doletu a dobrým výkonům ve velkých výškách se osvědčily zejména při eskortních misích a v boji proti japonským průzkumným letounům.

### Austrálie
Australské letectvo převzalo 31. srpna 1942 čtyři průzkumné letouny P-43B (A56-3 až A56-6) a dva P-43D (A56-1, A56-2). Dva další letouny P-43D (A56-7, A56-8) byly dodány v listopadu 1942. Všechny byly smontovány na základně RAAF Laverton. V listopadu 1942 byly P-43B odeslány do služby na základnu Hughes Airfield v Severním teritoriu, přičemž všechny P-43D byly ještě upravovány pro zavěšení 250liberní pumy, či přídavné nádrže. Ztracen byl pouze letoun A56-7, který 29. dubna 1943 během letu zmizel beze stopy. Jeho vrak byl nalezen až roku 1958. Zbývající P-43 byly ze služby staženy v květnu 1943. Australské letectvo totiž získalo přístup k výkonnějším letounům.

## Verze
- EP-4 – Prototyp.
- YP-43 – Ověřovací série. 13 ks.

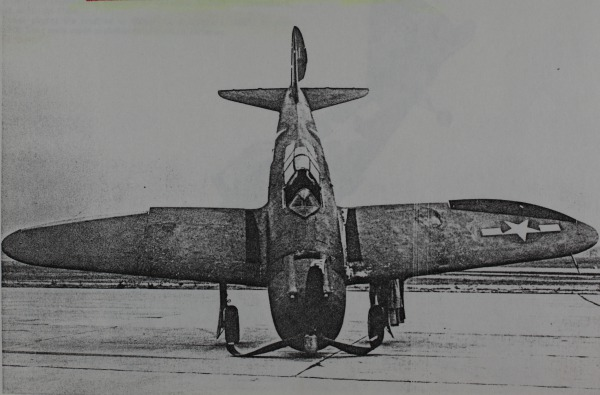
P-43 amerického armádního letectva poškozený při nehodě

- AP-4J (P-44 Rocket) – Objednáno 827 kusů verze s motorem Twin Hornet. Nepostaven ani jeden.
- P-43 – Stíhací letoun s motorem R-1830-35. 54 ks.
- P-43A – Stíhací letoun s motorem R-1830-49. 80 ks.
- P-43A-1 – Stíhací letoun s motorem R-1830-57. 125 ks.
- RP-43 – Přestavba P-43 na průzkumnou verzi.
- RP-43A – Přestavba P-43A na průzkumnou verzi.
- RP-43A-1 – Přestavba P-43A-1 na průzkumnou verzi.
- P-43B – Modernizace průzkumné verze s novými kamerami. 150 ks.
- P-43C – Modernizace průzkumné verze s novými kamerami. 2 ks.
- P-43D – Modernizace průzkumné verze s motorem R-1830-47. 6 ks.[6]

## Uživatelé
Austrálie

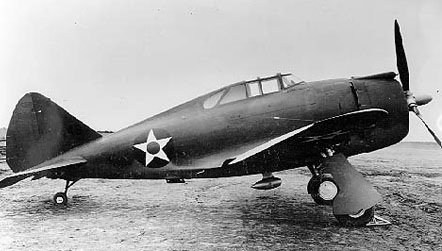
P-43A-1 ve zbarvení amerického armádního letectva

- Royal Australian Air Force – V letech 1942–1943 provozovány čtyři P-43B a čtyři P-43D.

 Čínská republika
- Letectvo Čínské republiky – Roku 1941 objednáno 125 letounů P-43A-1, dodána pouze část. Provozovány v letech 1942–1945.

 USA
- Armádní letecký sbor Spojených států amerických

## Specifikace

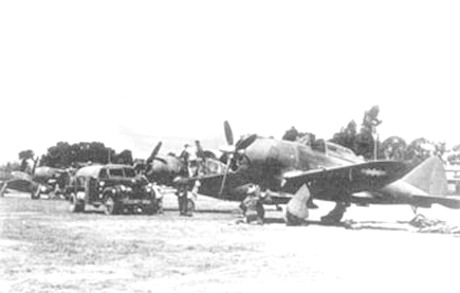
P-43 Letectva Čínské republiky

Údaje podle:

### Technické údaje
- Osádka: 1
- Délka: 8,69 m
- Rozpětí: 10,98 m
- Výška: 4,26 m
- Nosná plocha: 20,7 m²
- Hmotnost prázdného stroje: 2730 kg
- Vzletová hmotnost: 3380 kg
- Vzletová hmotnost s přetížením: 3850 kg
- Pohonná jednotka: 1× dvouhvězdicový motor Pratt & Whitney R-1830-35 Twin Wasp
- Výkon pohonné jednotky: 1200 hp (895 kW)

### Výkony
- Maximální rychlost: 570 km/h ve výšce 6100 m
- Cestovní rychlost: 448 km/h
- Výstup do 4600 m: 6 minut
- Dostup: 11 000 m
- Dolet: 1040 km (s 90 kg pum)

### Výzbroj
- 2× 7,7mm kulomet v křídle
- 2× 12,7mm kulomet nad motorem